# 劳伦·伯恩斯
劳伦·伯恩斯（英語：Lauren Burns，1974年6月8日—），澳大利亚女子跆拳道运动员。她曾代表澳大利亚参加2000年夏季奥林匹克运动会跆拳道比赛，获得女子49公斤级金牌，这是澳大利亚的首枚奥运跆拳道金牌。